# Биткойн Кеш
Биткойн Кеш (на английски: Bitcoin Cash) е криптовалута. В средата на 2017 г., група разработчици искат да увеличат лимита за големината на блоковете на биткойн и за тази цел предлагат промяна в кода, наречена „твърдо разклонение“ (на английски: hard fork). Тя е осъществена на 1 август 2017 г. В резултат на това, „счетоводната книга“ (блокчейнът) и криптовалутата се разделят на две. По времето на разделянето всеки собственик на биткойни придобива и същото количество биткойн кеш единици.
На 15 ноември 2018 г. Биткойн Кеш се разделя на две криптовалути, първоначално наречени „Bitcoin Cash ABC“ и „Bitcoin Cash SV“.

## История
Поскъпващите такси в биткойн мрежата водят до искания от страна на общността да се създаде т.нар. „твърдо разклонение“ (на английски: hard fork), за да се увеличи големината на блоковете. През юли 2017 г. някои участници в биткойн общността, включително и Роджър Вер (на английски: Roger Ver), заявяват, че приемането на „BIP 91“ (Bitcoin Improvement Proposal 91 или на български: Предложение За Подобрение На Биткойн 91) без да се повдигне лимита за големина на блоковете е било в полза на онези, които искат да третират биткойн като дигитална инвестиция, а не като трансакционна валута.

## Ноември 2018 разделяне
През ноември 2018, се случва „твърдо разклоняване“ на Биткойн Кеш между две съпернически фракции наречени „Bitcoin ABC“ и „Bitcoin SV“. На 15 ноември 2018 г. „Bitcoin Cash ABC“ е бил с цена на около $289, а „Bitcoin SV“ на около $96.50, като е паднала от $425.01 на 14 ноември 2018 г. за неразделения Биткойн Кеш.
Разделянето е започнало от това, което е описано като „гражданска война“ в два конкуриращи се Биткойн Кеш лагера. Първият лагер, воден от предприемачът Роджър Вер (на английски: Roger Ver) и Джихан Лу (на английски: Jihan Wu) от „Bitmain“, популяризирали софтуера с името „Bitcoin ABC“ (накратко от Adjustable Blocksize Cap (на български: Регулируема големина на Блок)), който би поддържал големина на блоковете от 32MB. Вторият лагер бе воден от Крейг Райт (на английски: Craig Wright) (популяризиралият се сам създател на Биткойн) и милиардерът Калвин Ейър (на английски: Calvin Ayre), който изложи конкуриращата софтуер версия „Bitcoin SV“, накратко от „Bitcoin Satoshi's Vision“ (на български: Биткойн визията на Сатоши), която би увеличила големината на блоковете до 128MB. „Bloomberg“ е посочил че двете страни се борят над това коя фракция би могла да направи промени на софтуера за собствена облага, да спечели по-добри разработчици, способността да придобие влияние над цената на криптовалутата и да привлече повече „копачи“ към „mining pools“, които са част от своята група.